# Vie de la Vierge (Maximus)

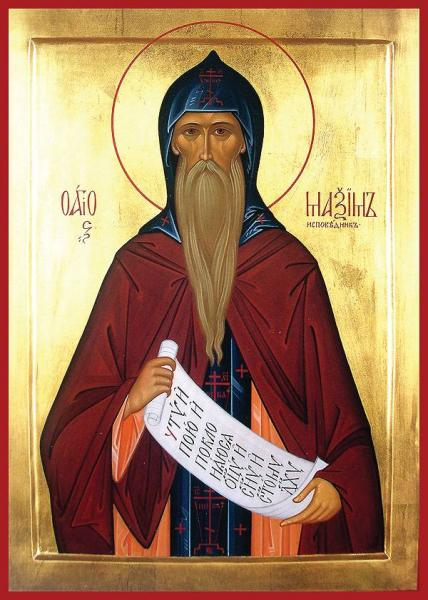
Icône de Maxime le Confesseur.

Mosaïque de la Vierge Marie et Jésus

La Vie de la Vierge est considérée comme la première œuvre biographique sur la vie de la Vierge Marie. Le texte original, composé au VIIe siècle, est écrit en grec. Toutefois, la version originale n’ayant pas été retrouvée, l’œuvre subsiste grâce à une traduction en géorgien datant de la fin du Xe siècle. La Vie de la Vierge est généralement attribuée à Maxime le Confesseur,  théologien byzantin et saint chrétien, bien que cette attribution demeure incertaine,.
Maximus explique qu'il a composé cette biographie en compilant les informations provenant de sources multiples et en les fusionnant,. Il présente Marie comme un constant compagnon de la mission de Jésus, et en tant que chef de l'Église des premiers chrétiens après la mort de Jésus. C'est aussi elle le premier témoin de la résurrection. Il affirme aussi que Marie était la source de la plupart des récits de la vie de Jésus dans les Évangiles. Maximus dépeint aussi Marie comme le conseiller et le guide des nombreuses femmes qui se sont faites les disciples de Jésus et l'ont suivi pendant sa vie. Marie est aussi source de direction spirituelle après la crucifixion de son fils. « Il indique que « la mère incorruptible ne s'est jamais séparée de son fils gracieux et royal », sachant même dans son enfance qu'il était le Seigneur. » Ce texte de nature hagiographique est fondamental. Dans un premier temps, il clarifie le rôle de la Vierge Marie dans la vie de son fils et dans la construction de la foi chrétienne. Dans un deuxième temps, le document est crucial quant à la compréhension du rôle de ce personnage et dans la construction des traditions qui entourent la dévotion à la Vierge Marie.

## Nature de l'œuvre

### Attribution à Maxime le Confesseur

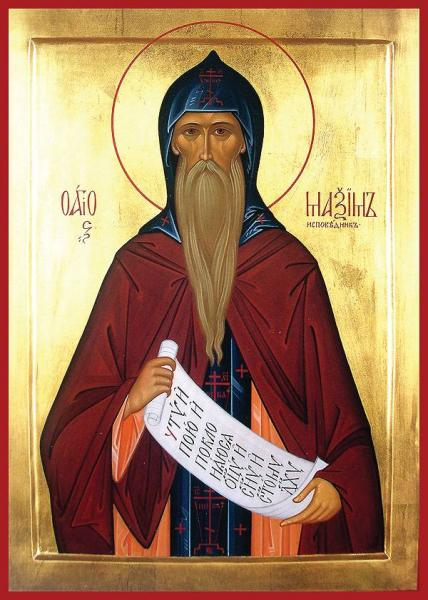
Icône de Maxime le Confesseur

La Vie de la vierge est un texte originellement composé en grec. L’œuvre est généralement attribuée à Maxime le Confesseur. Moine byzantin, Maxime le Confesseur est connu pour avoir rédigé une œuvre considérable sur des questions théologiques, notamment des hagiographies. L’attribution du texte à Maxime le Confesseur est loin de faire consensus au sein des historiens et des scientifiques des religions travaillant sur la période et sur cette œuvre. L’argumentaire en faveur de l’attribution se base plutôt sur des facteurs circonstanciels. On juge l’attribution adéquate puisque Maxime le Confesseur fait déjà carrière en écriture d’hagiographies à l’époque où le texte original est composé. Le fait que l'auteur aurait travaillé, en début de carrière, à l’endroit où le texte est écrit pour la première fois, ajoute à la crédibilité de l'attribution de ce texte à Maxime le Confesseur. Ainsi, Stephen J. Shoemaker (en), scientifique des religions ayant travaillé sur la Vie de la Vierge, insiste sur la pertinence de cette attribution et rappelle que les différents éléments circonstanciels entourant sa création ne permettent pas de l'invalider. Cependant, cet argumentaire est jugé rapide et plus ou moins fondé par d’autres scientifiques des religions. La réfutation de l’attribution se base notamment sur la présence de grands doutes quant à la véracité des faits connus sur la période des premiers travaux de Maxime le Confesseur: il n’existe pas de preuves confirmant sa présence à l’endroit où le texte a été originellement rédigé. Plus encore, parmi les arguments de réfutation, on mentionne des éléments contradictoires dans les propos théologiques présentés dans la Vie de la Vierge et les autres travaux connus de Maxime le Confesseur. Quoi qu’il en soit, la rareté des documents issus de l’époque byzantine est un facteur fondamental sur les doutes entourant ce débat historiographique : les historiens ont peine à supporter leurs argumentaires par des sources historiques. Ils sont donc contraints d’émettre des hypothèses plus générales.

### Traduction
Le document initial étant perdu, le texte hagiographique est conservé en raison d’une traduction en ancien géorgien, datant de la fin du Xe siècle. Cette traduction a été produite par Euthyme l’Hagiorite, traducteur prolifique de l’époque et membre, puis moine d’une communauté religieuse du mont Athos. Euthyme l’Hagiorite est reconnu pour ses nombreuses traductions de textes religieux, ou relatant la vie de Saints. Ce dernier a également traduit d’autres textes attribués à Maxime le Confesseur. De nos jours, la Vie de la Vierge a été traduite dans plusieurs langues, notamment l’anglais et le français. Certaines traductions composent des lacunes. En effet, le texte complet provient de différentes éditions de la traduction en géorgien qui ont été croisées et juxtaposées pour obtenir le texte intégral. Plus encore, les traductions en langues modernes comportent parfois des biais, ou des passages traduits trop littéralement, cela laisse ainsi place à certaines lacunes.

### Datation de l'œuvre
La Vie de la vierge est un texte datant du début du VIIe siècle. La datation du texte n’est pas confirmée. Toutefois, en raison de certains éléments présents dans l’hagiographie, il est possible de l’associer au VIIe siècle. D’une part, les sources mentionnées dans l’œuvre concordent avec la production issue de ce siècle. D’autre part, les idées et concepts théologiques mis de l’avant dans l’œuvre correspondent aux idées de l’époque : la perception du culte marial dans la Vie de la Vierge est similaire aux visions issues d’autres textes de l’époque. Certains auteurs affirment que si l’attribution à Maxime le Confesseur s’avère exacte, il est possible d’estimer la rédaction de l’œuvre au début des années 620. En effet, les historiens acceptant l’attribution à cet auteur affirment qu’il s’agirait de l’un de ses premiers travaux. Ainsi, afin que la création du texte s’inscrive sans conflit dans la vie répertoriée de Maxime le Confesseur, le texte devrait avoir été écrit entre 620 et 623. Néanmoins, il n’y a pas de consensus sur les années exactes de production de l’œuvre : certains historiens avancent que l’œuvre aurait été produite beaucoup plus tard, vers le VIIIe siècle.

## Contenu de l'œuvre
La Vie de la Vierge est un texte d’une importance fondamentale pour l’étude du développement du culte marial pendant l’Antiquité tardive. En effet, non seulement le manuscrit offre une synthèse des traditions mariales de l’Église byzantine à l’époque, mais il est de plus un modèle pour les textes s’inscrivant dans le culte marial produits à la suite de celui-ci,. De surcroit, la Vie de la Vierge met à l’avant plan le rôle de Marie et des autres femmes ayant eu une influence dans la construction du christianisme, perspective assez exceptionnelle au sein des textes chrétiens de l’époque. Le texte comprend neuf chapitres: les huit premiers couvrent la naissance de Marie à sa dormition. Le neuvième chapitre est une conclusion du texte.

### Passage sur l'Annonciation
L’œuvre aborde l’Annonciation de la conception de Jésus par l’ange Gabriel à Marie. Ce passage explicite notamment le caractère de virginité attribué à Marie, qui, selon le texte, est l’origine de la possibilité de la virginité pour toutes les femmes. Effectivement, on y explique comment, par le biais de la virginité, Marie est libérée de la subordination des hommes. Par la formulation du texte, l’auteur laisse entendre également que par la virginité, Marie renverse la malédiction infligée à Eve sur les douleurs liées aux accouchements,.

### Leadership au sein du ministère de Jésus
La Vie de la Vierge présente un passage plutôt court mais dense à propos du ministère de Jésus. Dans ce passage, on recense certaines activités de Jésus et du mouvement chrétien. On y aborde certains voyages et on fait référence aux différents sermons et prières pratiquées. Tout au long de cette section, la Vierge Marie est toujours présente : elle ne quitte pas son fils et demeure constamment dans le jeune mouvement chrétien. L’auteur du texte met aussi en évidence les responsabilités de la Vierge Marie comme matriarche et leader au sein du mouvement. Effectivement, en plus de suivre son fils et d’écouter ses sermons, elle est présentée dans le texte comme la « gardienne des disciples ». Plus encore, ce mandat semble décuplé lorsqu’il s’agit des disciples femmes. Plusieurs personnages féminins mentionnés dans la Vie de la Vierge sont appelés disciples de Marie, ce qui confirme l’idée que la mère de Jésus possédait un rôle de leader et non seulement de disciple : " […] his sons James and Jude followed Christ as disciples and his daughters became disciples of the holy Theotokos ".

### Rôle dans la Passion
L’auteur de la Vie de la Vierge présente une perspective singulière des épisodes de la Passion. Contrairement à d’autres auteurs de l’Évangile, l’auteur de ce texte présente Marie comme jouant un rôle central dans la crucifixion et la résurrection de Jésus: celle-ci étant l’unique témoin de l’ensemble des évènements.
Le texte rapporte que Marie demeure aux côtés de la croix tout au long de la crucifixion. En effet, si plusieurs personnages bibliques assistent à la crucifixion, la Vie de la Vierge rapporte que seule la Vierge Marie est témoin du décès de son fils. On décrit également le passage où Marie cherche un endroit où enterrer le corps de son fils et où elle reçoit l’aide d’un homme de la région, disciple de Jésus et propriétaire d’une tombe à proximité. À la suite de l’enterrement de Jésus, Marie se trouve toutefois de nouveau seule lorsqu’elle garde cette tombe. Le texte place donc la mère de Jésus comme seule témoin de sa résurrection. Elle est seule à assister au tremblement de terre qui ouvre la tombe et à l’ascension. C’est donc Marie qui, selon ce texte, annonce la nouvelle aux apôtres et aux disciples. Par ce fait même, la Vie de la Vierge indique que les récits bibliques se basent sur les témoignages de Marie pour leur développement de la foi chrétienne. En effet, la présentation de Marie comme étant la première à annoncer la résurrection est en opposition avec d’autres textes de l’évangile. En effet, dans de nombreux textes chrétiens, on attribue cette annonce à d’autres personnages, notamment à Marie Madeleine. Cette contradiction est directement abordée par l’auteur de l’hagiographie: il explique que les évangélistes ont sciemment modifié ce passage puisqu’ils jugeaient que le récit d’une mère assistant à la résurrection de son fils était moins crédible et donc qu’il pourrait être source de doutes pour les disciples chrétiens. Certaines analyses attribuent aussi ce choix au désir de renforcer l’autorité masculine au sein de l’Église, stratégie qui se révèle courante dans la littérature mariale et chrétienne. Les passages de la Passion et de l’ascension dans la Vie de la Vierge accordent ainsi un rôle primordial à Marie au sein de la jeune Église Chrétienne, rôle qui la situe très près des apôtres.  

### Leadership à la suite de l'Ascension
À la suite des épisodes concernant la Passion de Jésus, la Vie de la Vierge présente plusieurs passages sur la suite du développement de la chrétienté. On retrouve donc une emphase sur le travail des apôtres et on y décrit comment la Vierge Marie sert de référence pour ceux-ci. Effectivement, Marie n’entretient pas seulement une relation amicale avec les apôtres, elle agit en leader, tel que l’introduit le passage suivant: "[…] after his Ascension, the holy mother of Christ was the model and leader of every good activity for men and women through the grace and support of her glorious king and son.  And that is why she then instructed the holy apostles in fasting and prayer […]". La Vierge Marie continue donc d’être un personnage dynamique et actif dans l’élaboration de la chrétienté : elle encadre les apôtres dans la conception des sermons, dans la réalisation des prières et leur dicte les lieux où ils doivent aller prêcher.  Les apôtres vont même jusqu’à lui faire rapport de leurs activités. La Vierge Marie n’est donc pas seulement matriarche au sien de l’Église : elle joue un rôle d’autorité à part entière, rôle souvent peu abordé dans d’autres textes chrétiens.

## Interprétation et réception de l'œuvre
Certains concepts et passages issus de l’œuvre attribuée à Maxime le Confesseur ont été repris par d’autres hagiographes à la suite de la production de la Vie de la Vierge. La réception de l’œuvre demeure mitigée puisqu’elle ne fait pas consensus auprès des hagiographes de l’époque byzantine. En effet, certains reprennent des passages, s’inspirent considérablement du texte ou basent leurs versions de la vie de Marie sur les mêmes sources qui ont supporté l'écriture de la Vie de la Vierge,.Toutefois, d’autres auteurs travaillant a posteriori de la production de l’œuvre attribuée à Maxime le Confesseur ne relatent pas les épisodes de la vie de Marie de la même manière. Par exemple, la Vie de la Vierge d’Epiphanius relate très peu d’évènements centrés sur la vie de Marie, rendant le personnage beaucoup plus absent de sa propre biographie. Ceci fait donc contraste avec le texte attribué à Maxime le Confesseur qui est fortement axé sur le rôle, l’influence et la symbolique liés à la Vierge Marie. L’œuvre permet donc d’évaluer différentes perspectives sur le culte marial dans la civilisation byzantine et comment celui-ci évolue à travers les siècles,.

### Chapitres d'ouvrage
- Despina D. Prassas, « Female Devotion and Mary's Motherhood before Iconoclasm », dans Despina D. Prassas (dir.), St. Maximus the Confessor's "Questions and Doubts", Cornell University Press, 2010, p. 44-61
- Maurice Volberg, «Les types d'iconographies de la mère de Dieu dans l'art byzantin », dans Hubert du Manoir de Juave, Études sur la Sainte Vierge - Tome 2, Beauschene, 1952, p.430-443
- Maximos Contas, «The Story of an Edition: Antoine Wenger and John Goemetres’s Life of the Virgin », dans Mary B. Cunningham, The Reception of the Virgin in Bysantium, Cambridge, Cambridge University Press, 2019, 672 p., p. 324-340.

### Articles de périodiques
- Janice Capel Anderson, « Mary's Difference : Gender and Patriarchy in the Birth Narratives », The Journal of Religion, vol. 67, n°2, 1987, p. 183-202
- Stephen J. Shoemaker, « Mary at the Cross, East and West: Maternal Compassion and Affective Piety in the Earliest Life of the Virgin and the High Middle Ages », The Journal of Theological Studies, vol. 62, n°2, 2011, p. 570–606